# Ferdinand Maierhofer
Ferdinand Maierhofer, auch Ferdinand Mayerhofer und Ferdinand Meierhofer  (* 9. April 1881 in Graz, Österreich-Ungarn; † 6. Juni 1960 in Wien, Österreich) war ein österreichischer Kammerschauspieler und Filmschauspieler.

## Leben
Maierhofer hatte eine Ausbildung zum Buchbinder erhalten und anschließend Schauspielunterricht bei Julius Grevenberg genommen. Mit 17 Jahren stieß der Buchbindergeselle erstmals zur Bühne, am Theater des Katholischen Gesellenvereins seiner Geburtsstadt Graz. 1899 trat Maierhofer sein erstes Festengagement an. Über die Provinzstationen Steyr, Leitmeritz, Aussig, Laibach und Franzensbad kam er 1907 nach Wien, wo Ferdinand Maierhofer sich dem Ensemble des Theaters in der Josefstadt anschloss. 1913 kehrte er nach Graz zurück, 1918 fand sich Maierhofer erneut in Wien ein, um am Carltheater ein Engagement anzutreten. Im Jahr darauf wechselte er – als Nachfolger des im April selben Jahres verstorbenen Alexander Girardi – ans Burgtheater, wo er bis 1960 als Charakterkomiker wirkte. Große Erfolge erzielte der Volksschauspieler hauptsächlich in Nestroy- und Shakespeare-Rollen. So war er beispielsweise der Zettel in Ein Sommernachtstraum, der Habakuk in Der Alpenkönig und der Menschenfeind, der Knieriem in Der böse Geist Lumpazivagabundus und der Dorfrichter Adam in Der zerbrochne Krug. Maierhofer reüssierte aber auch in ernsten Stücken wie Agnes Bernauer und Nathan der Weise.
Einer der ersten Filmrollen erhielt Maierhofer noch zu Stummfilmzeiten in dem 1924 entstandenen Streifen Die Stadt ohne Juden (nach Hugo Bettauers  Bestseller-Roman von Hans Karl Breslauer verfilmt) an der Seite von Hans Moser. Ab 1931 war er in zahlreichen deutschen und österreichischen Produktionen zu sehen. Ab 1940 leistete Ferdinand Maierhofer auch Synchronarbeit im Filmstudio. Maierhofer stand 1944 in der Gottbegnadeten-Liste des Reichsministeriums für Volksaufklärung und Propaganda.

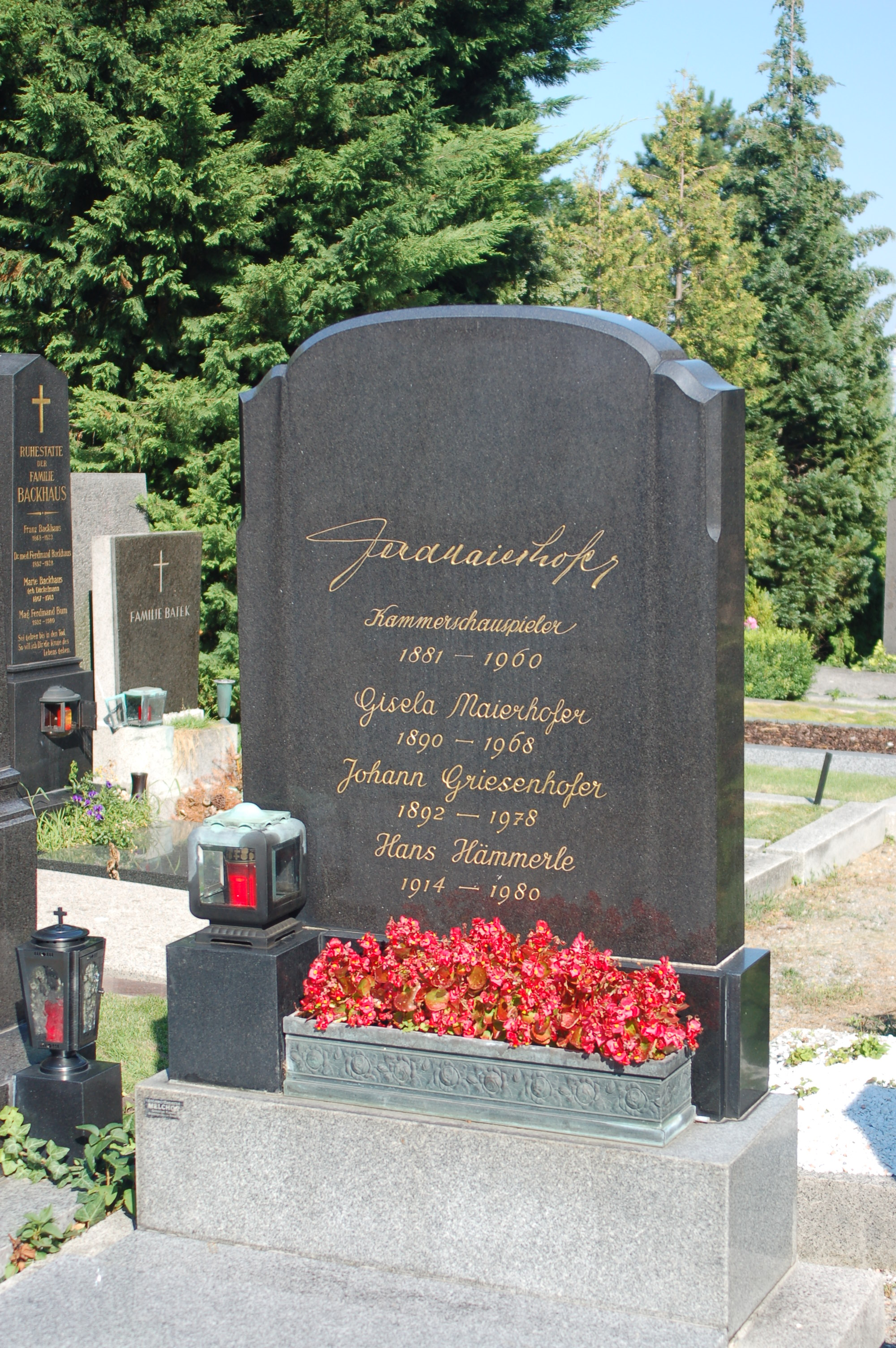
Grabstätte von Ferdinand Maierhofer

Seine Grabstelle befindet sich auf dem Grinzinger Friedhof in Wien (Gruppe 4, Nr. 33).

## Auszeichnungen, Ehrungen, Preise
- Silbernes Ehrenzeichen für Verdienste um die Republik Österreich (1926)[1]
- Ehrentitel Kammerschauspieler (1929)[1]
- Ehrenmedaille der Bundeshauptstadt Wien (1956)[5]

## Filmografie
- 1921: Ihre Vergangenheit
- 1921: Die Totenhand
- 1922: Meriota, die Tänzerin
- 1924: Die Stadt ohne Juden
- 1924: Der Fluch
- 1925: Ein Walzer von Strauß
- 1928: Die beiden Seehunde
- 1931: Die große Liebe
- 1935: Eva
- 1935: Episode
- 1935: Tanzmusik
- 1936: Konfetti (Confetti)
- 1936: Singende Jugend
- 1936: Mädchenpensionat
- 1936: Die Puppenfee
- 1936: Silhouetten
- 1936: Die Julika (Ernte)
- 1936: Lumpacivagabundus
- 1937: Premiere
- 1937: Der Mann, von dem man spricht
- 1937: Peter im Schnee
- 1937: Musik für dich
- 1938: Roxy und das Wunderteam
- 1938: Die unruhigen Mädchen (Finale)
- 1938: Ihr Leibhusar
- 1938: Konzert in Tirol
- 1938: Der Optimist
- 1938: Dreizehn Stühle
- 1938: Zwischen Strom und Steppe
- 1938: Liebe streng verboten
- 1939: Ins blaue Leben (Castelli in aria)
- 1939: Ich bin Sebastian Ott
- 1939: Unsterblicher Walzer
- 1939: Das jüngste Gericht
- 1940: Operette
- 1941: Brüderlein fein
- 1942: Wien 1910
- 1942: Die heimliche Gräfin
- 1942: Wen die Götter lieben
- 1942: Späte Liebe
- 1944: Am Vorabend
- 1944/49: Wiener Mädeln
- 1949: Mein Freund Leopold (Mein Freund, der nicht nein sagen kann)
- 1953: Der Verschwender
- 1953: Hab’ ich nur Deine Liebe
- 1957: Einen Jux will er sich machen
- 1957: Ober, zahlen!
- 1957: Das Schloß in Tirol